# Backlash 2025
Backlash 2025 è stata la ventesima edizione dell'omonimo premium live event prodotto dalla WWE. L'evento si è svolto il 10 maggio 2025 all'Enterprise Center di Saint Louis in Missouri ed è stato trasmesso su Peacock negli Stati Uniti, su Netflix in tutti i paesi in cui è disponibile il servizio e sul WWE Network nei restanti paesi.

## Storyline

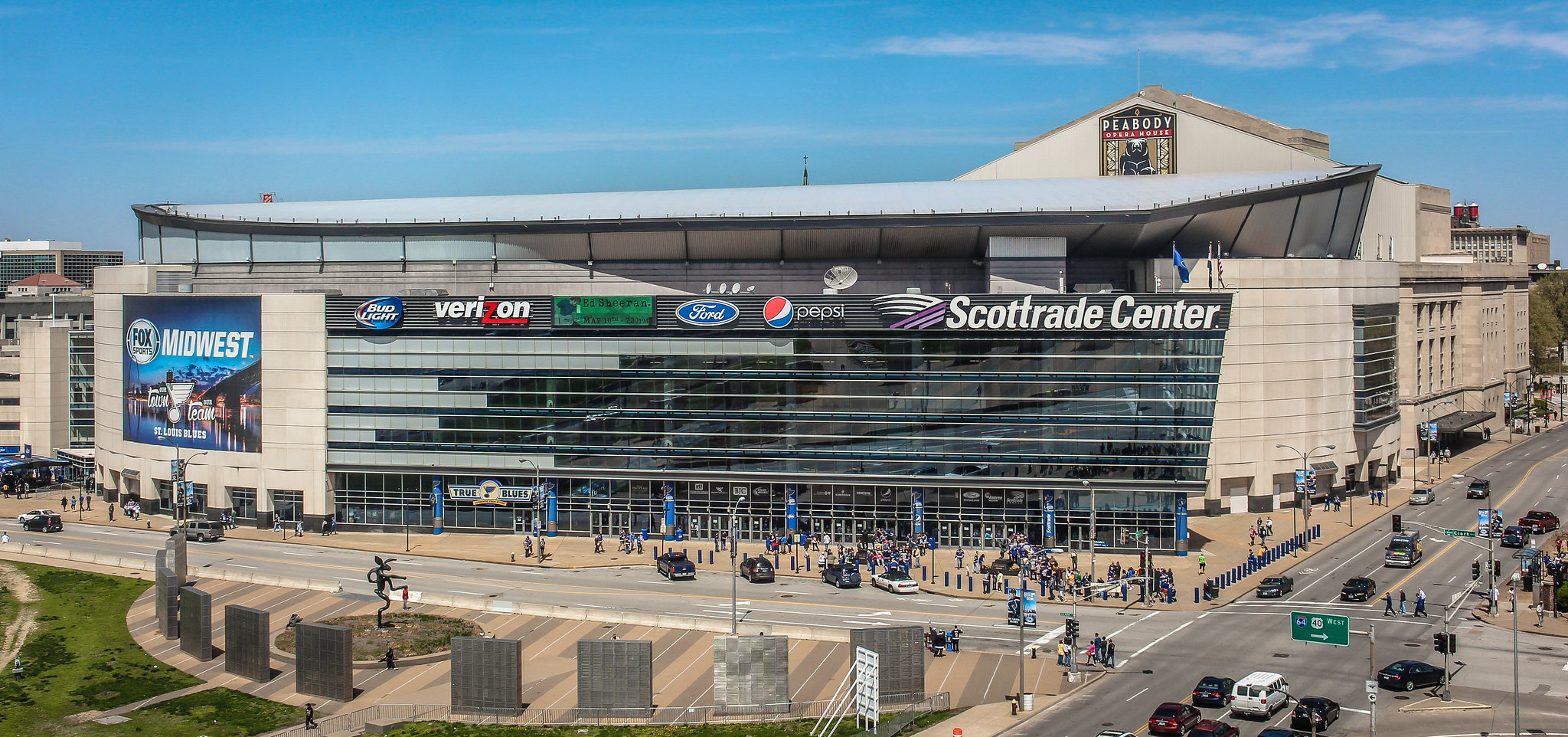
Immagine dell'Enterprise Center, sede dell'evento.

Nel main event della seconda serata di WrestleMania 41, John Cena sconfisse Cody Rhodes per il WWE Championship diventando campione mondiale per la diciassettesima volta battendo il record di Ric Flair. La sera successiva a Raw, Cena si presentò sul ring e iniziò il suo discorso da nuovo campione prendendosela con il pubblico perché acclamò la sua vittoria la sera precedente nonostante il suo turn heel degli scorsi mesi ricordandogli che al termine dell'anno si ritirerà e sarebbe portato con sé il titolo massimo venendo riconosciuto come ultimo campione della WWE, ma il discorso venne interrotto da Randy Orton che si presentò alle sue spalle e lo atterrò con la sua RKO.  Il 25 aprile a SmackDown, si tenne un faccia a faccia tra i due al termine del quale Cena sancì l'ufficialità di un match tra lui ed Orton con il palio il titolo a Backlash, nella città natale di Orton. Il bostoniano dichiarò che sarebbe stato l'ultimo scontro tra i due, con l'incontro che venne pubblicizzato con la tagline "One Last Time" ovvero un'ultima volta, e cercò di attaccare il rivale con la cintura venne colpito nuovamente da una RKO. Nell'ultima puntata prima dell'evento, Cena tenne un promo dove attaccò verbalmente e duramente il rivale sventando l'attacco da parte da dietro di un uomo incappucciato e atterrandolo con la sua Attidtude Adjusment, posando successivamente con la cintura prima di venire atterrato dal vero Randy Orton con una terza RKO, con la puntata che terminò con la vipera che posò al centro del ring con il titolo mondiale in mano.
A WrestleMania 41, Jacob Fatu sconfisse LA Knight per il WWE United States Championship nella prima serata, mentre Drew McIntyre sconfisse Damian Priest nella seconda serata. Nella successiva puntata di SmackDown, i festeggiamenti di Fatu insieme a Solo Sikoa vennero interrotti da Knight che chiese una rivincita per il titolo e come lui reclamò una sfida titolata anche McIntyre, vista la vittoria su Priest, con il general manager Nick Aldis che sancì un incontro tra i due contendenti più tardi nella serata. Il match venne deciso dall'attacco di Priest su McIntyre che vinse così per squalifica a discapito del rivale e arrivò poi il campione Fatu che mise al tappetto tutti e tre gli avversari e posò poi al centro del ring con la cintura. La settimana seguente, si tenne un match tra Knight e Priest che terminò a causa dell'interferenza di Sikoa che venne successivamente messo in salvo da Fatu. Più tardi nella serata il general manager Aldis annunciò che il titolo sarebbe stato difeso in un triple threat match a Backlash tra Fatu, Knight e Priest ma Sikoa pretese che il contendente fosse solo McIntyre in quanto vincitore, per squalifica, del match della settimana prima e Aldis decise di inserire anche lo scozzese nell'incontro trasformandolo in un fatal four-way match.
Nella seconda serata di WrestleMania 41, Dominik Mysterio è riuscito a sconfiggere Bron Breakker, Finn Bálor e Penta conquistando il WWE Intercontinental Championship. Ventiquattro ore più tardi dovette difendere per la prima volta la cintura contro Penta ma riuscì a rimanere campione grazie all'aiuto dell'amico del Judgment Day rientrante dall'infortunio JD McDonagh. La settimana successiva, Bálor e McDonagh fecero coppia per affrontare i War Raiders ma Penta si vendicò dell'attacco di sette giorni prima e costò loro l'incontro. La settimana seguente, si tenne un incontro tra McDonagh e Penta che venne vinto da quest'ultimo e dopo l'incontro venne ufficializzata la sfida tra Dominik Mysterio ed il luchador messicano a Backlash valida per il titolo intercontinentale.
Durante il Countdown della prima serata di WrestleMania 41, Bayley venne messa fuori gioco da un'assalitrice misteriosa lasciando vacante il suo posto al fianco della WWE Women's Intercontinental Champion Lyra Valkyria nella sfida valida per i WWE Women's Tag Team Championship contro le campionesse Liv Morgan e Raquel Rodriguez. Al suo posto si presentò a sorpresa la rientrante Becky Lynch, fuori dalle scene da quasi un anno, facendo coppia con Valkyria e riuscendo a diventare le nuove campionesse di coppia. La sera dopo a Raw si tenne una rivincita tra le due coppie con Morgan e Rodriguez che riuscirono a riconquistare i titoli e dopo l'incontro la Lynch tentò di rincuorare la compagna salvo poi colpirla con ben tre Manhandle slam effettuando un turn heel. La settimana successiva, Lynch rivelò anche di essere stata lei ad attaccare ed infortunare Bayley per prendere il posto nel suo incontro di WrestleMania 41 e Valkyria, fatto il suo ingresso sul ring, ha messo in palio il suo titolo per una sfida tra le due a Backlash, con la sfidante che tornò nel backstage prima di attaccare la rivale mentre cercava di tornare nel dietro le quinte, ufficializzando la sfida tra le due.
Nella puntata di Raw post WrestleMania 41, Gunther ha fatto il suo ingresso andando verso il tavolo dei commentatori dove affrontò i due commentatori con Michael Cole che rispose di non essere stato lui quello ad aver ceduto, riferendosi alla sconfitta dell'austriaco due giorni prima contro Jey Uso dove dovette cedere il World Heavyweight Championship. Dopo questa affermazione, il ring general lo attaccò ma il collega Pat McAfee lo mise in mezzo colpendolo ma venne successivamente attaccato con la Rear naked choke facendogli perdere i sensi. A seguito di questo attacco, Gunther venne sospeso a tempo indeterminato dal general manager Adam Pearce. La settimana successiva, McAfee è salito sul tavolo di commento dichiarando di voler vendicare l'attacco subito sette giorni prima richiedendo un incontro contro Gunther. Venne chiamato in causa il general manager Nick Aldis, presente al posto di Pearce, che informò il commentatore di non revocare la sospensione inflitta al rivale ma gli ha proposto invece una sfida tra i due a Backlash, ricevendo subito l'approvazione dell'ex giocatore di football americano che ha sancito l'ufficialità dell'incontro.

## Risultati
| # | Match                                                                | Stipulazioni                                                  | Durata |
| - | -------------------------------------------------------------------- | ------------------------------------------------------------- | ------ |
| 1 | Jacob Fatu (c) ha sconfitto Damian Priest, Drew McIntyre e LA Knight | Fatal four-way match per il WWE United States Championship    | 17:55  |
| 2 | Lyra Valkyria (c) ha sconfitto Becky Lynch                           | Single match per il WWE Women's Intercontinental Championship | 18:45  |
| 3 | Dominik Mysterio (c) ha sconfitto Penta                              | Single match per il WWE Intercontinental Championship         | 9:20   |
| 4 | Gunther ha sconfitto Pat McAfee                                      | Single match                                                  | 14:00  |
| 5 | John Cena (c) ha sconfitto Randy Orton                               | Single match per il WWE Championship                          | 27:50  |